# 형구
형구(刑具)는 형벌을 집행하는 데 사용하는 도구이다. 과거의 형구는 잔학한 방법으로 죄인을 고문하는 데 많이 사용되었다. 따라서 고대, 중세, 근세의 형구는 잔학한 도구들이 많았으나 근대 이후 인권의 향상으로 신체형과 고문이 축소 및 폐지되어 잔학한 형구의 상당수가 사라졌다. 형구는 크게 죄수나 피의자의 신체에 고통을 주는 데 사용되는 신체형구 및 고문구, 죄수나 피의자의 신체를 속박하는 데 사용되는 옥구, 사형수의 사형을 집행하는 사형구가 있다.

## 형구의 종류
- 신체형구 및 고문구 : 곤장, 주리틀기 의자 등이 있다.
- 옥구 : 수갑 등이 있다.
- 사형구 : 교수대, 단두대, 전기의자 등이 있다.

## 사진

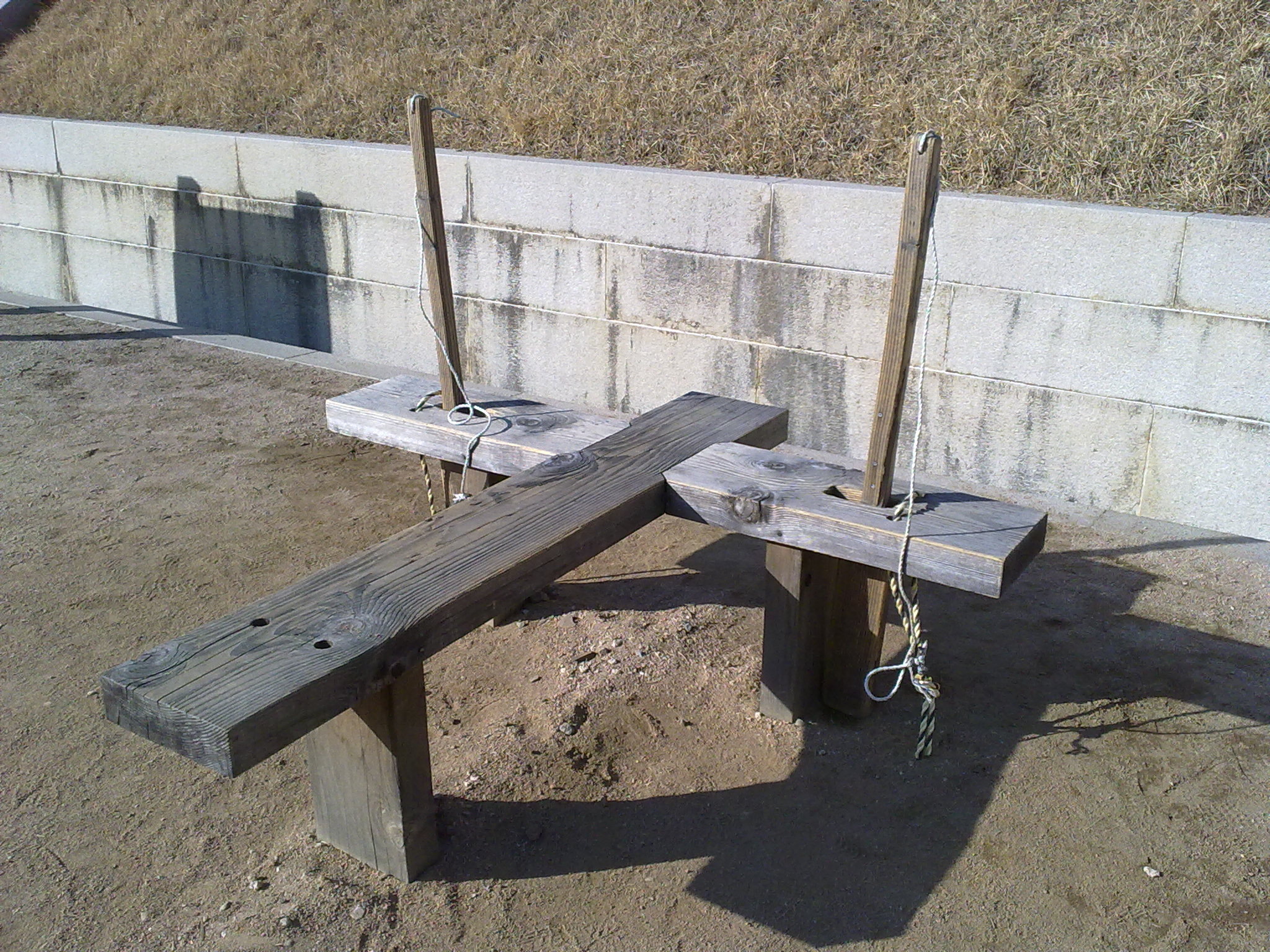
십자형틀
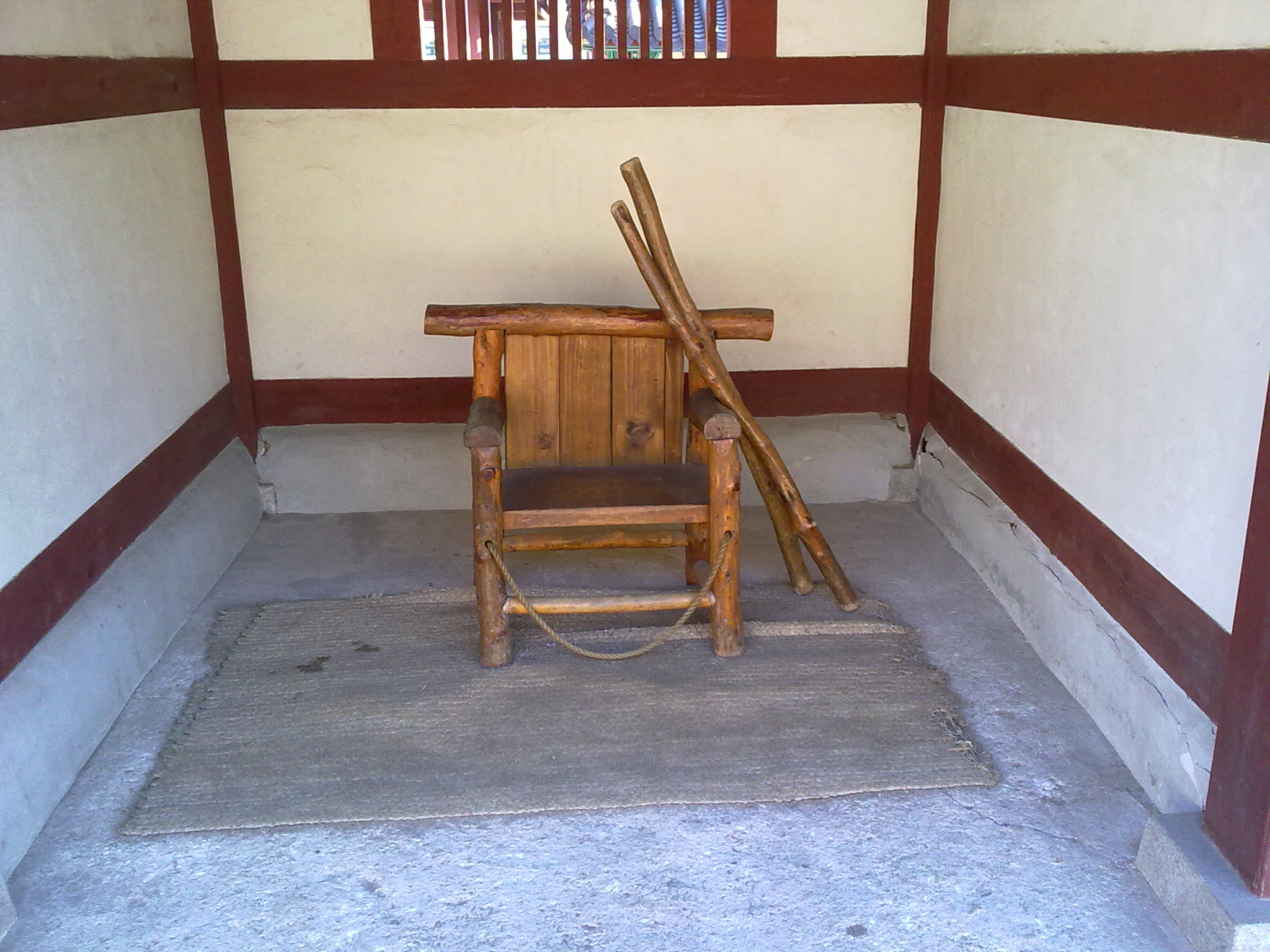
주리틀기 의자